# Culmbackova přehrada
Culmbackova přehrada (Culmback Dam) je hydroelektrická a zásobovací přehrada na řece Sultan, přítoku řeky Skykomish, v americkém státě Washington. Byla postavena v roce 1965 a je 200 metrů dlouhá a 80 metrů vysoká. Vrchol přehrady se nachází ve výšce 440 metrů nad mořem.
Její vodní nádrž, Spadovo jezero (Spada Lake) je zásobárnou pitné vody pro 70 až 75 procent okresu Snohomish a elektrárna Jackson Hydroelectric Project má výkon 112 megawatt. Někteří kritici přehradu obviňují z následků na migraci lososů v řece vyčerpáním štěrku a sedimentů, které jsou potřebné na dně řeky. Provozovatel přehrady ale odporuje tím, že přehrada dramaticky snižuje počet povodňových událostí, což ve skutečnosti pomáhá nejen rybám, ale také lidským obcím. Přehrada byla pojmenována po Georgi Culmbackovi, bývalému starostovi města Everett.
Spoluvlastníky přehrady jsou Veřejné služby okresu Snohomish (Snohomish County Public Utility District), které ji také provozují, a město Everett. V roce 1965 byla vybudována pouze 61 metrů vysoká struktura, která byla o devatenáct metrů zvýšena až v roce 1984, což čtyřikrát zvedlo rozlohu Spadova jezera. Voda z jezera je vedena potrubím do elektrárny, odkud se část vody vrací zpět do řeky a zbytek je odkloněn do Chaplainova jezera, které také slouží jako zásobárna pitné vody.
Povodí řeky Sultan má rozlohu 220 km² a průměrné roční srážky 4 200 mm.

## Stavba
Před výstavbou přehrady čerpalo město Everett vodu z Wood Creeku, přítoku řeky Snohomish. V roce 1917 ho ale město kvůli rostoucím potřebám papíren a továren vyměnilo za řeku Sultan. V roce 1929 byla na Chaplain Creeku postavena přehrada, která byla v roce 1942 zvýšena.
Výstavba Culmbackovy přehrady se skládala ze dvou fází. První fáze trvala od roku 1960 do roku 1965 a vzpřímila 61 metrů vysokou přehradu, která vytvořila vodní nádrž o asi čtvrtině dnešní rozlohy Spadova jezera, což je 189 hektarů. Tato výstavba byla provedena také kvůli nahrazení menší, necelých sedm metrů vysoké přehrady deset a půl kilometru po proudu od nové přehrady. Druhá fáze byla dokončena v roce 1984, což zvedlo výšku přehrady o devatenáct metrů a kapacitu vodní nádrže na 204 milionů litrů. Ve druhé fázi byla postavena také elektrárna a oboje potrubí, spojující vodní nádrž s elektrárnou i elektrárnu s Chaplainovým jezerem.

## Geografie
Přehrada se nachází v povodí řeky Sultan, které zabírá asi 220 km² západní strany Kaskádového pohoří. Údolí řeky bylo vytvořeno před asi jedním milionem let, při poslední době ledové. Řeka Sultan byla přinucena plout údolím 1,6 kilometru silným laurentinským ledovcem, který ji zabránil proudit svým původním korytem, jenž nyní využívá řeka Pilchuck. Řeka si tedy musela vytvořit novou roklinu, ve které byla v roce 1965 postavena Culmbackova přehrada.
Spadovo jezero je napájeno především severním ramenem řeky Sultan, ale také jižní rameno řeky a Williamson Creek, který se sem dostává od hory Big Four Mountain.

## Zásobárna vody a výrobna elektřiny
Spadovo jezero je částí zásobovacího systému pitné vody města Everett, kam patří také Chaplainovo jezero, které leží na Chaplain Creeku, přítoku řeky Sultan, a je asi desetkrát menší. Většina proudu řeky Sultan je na přehradě odkloněna do třináct kilometrů dlouhého potrubí, které ji přepraví do 112 megawattové Jacksonovy elektrárny, kde pohání čtyři turbínové generátory. Dva z nich jsou 47,5 megawattové Peltonovy turbíny a zbylé dvě jsou 8,4 megawattové Francisovy turbíny. Voda z Peltonových turbín je navrácena zpět do řeky Sultan, zatímco zbytek je odkolněn do Chaplainova jezera.
Z Chaplainova jezera voda teče potrubím o průměru 1,2 metru do města Everett. Při období vysoké vody se některá voda vrací do řeky Sultan prostřednictvím Chaplain Creeku. Culmbackova přehrada je schopna propustit vodu přes svůj zvonový splav, který má kapacitu 1 800 m³/s, takže zvládne i stoletou vodu, která na řece Sultan činila 1 300 m³/s.